# Управлінська документація
Управлінська документація — сукупність взаємопов'язаних документів, що застосовуються для вирішення завдань управління підприємством або установою і мають нормативно-правову силу.
Управлінська документація визначає спосіб оформлення господарських операцій відповідними документами, призначений для первинного спостереження за господарськими операціями як обов’язкова умова відображення їх в обліку. Документація відіграє також важливу роль в управлінні діяльністю підприємства, забезпечує можливості контролю за збереженням майна господарства, раціональним його використанням. Вона має юридичне значення як письмовий доказ здійснення господарських операцій. Документацію використовують для аналізу господарської діяльності, фінансового контролю, аудиту й документальних ревізій.

## Рівні документації в установі
1. Рівень А (Основоположні документи):
  1. документи, які встановлюють загальні вимоги по установі до випуску продукції, до надання послуг;
  2. положення щодо мети існування установи, її політика і місія;
  3. показники розвитку основних фондів.
2. Рівень B (Управлінські документи):
  1. перспективні плани,
  2. положення про підрозділи,
  3. порядок взаємодії установ,
  4. розподіл обов'язків між співробітниками тощо.
3. Рівень C (Робочі документи): 
  1. інструкції з експлуатації;
  2. правила внутрішнього розпорядку
  3. графіки виконання робіт;
  4. акт технічних випробувань тощо.
4. Рівень D (Записи):
  1. звіти про виконану роботу;
  2. акти приймання в експлуатацію;
  3. звіти про виготовлення продукції
  4. журнали оперативного контролю тощо.